# Boldești-Grădiștea
Boldești-Gradiștea es una comuna ubicada en el distrito de Prahova, Rumania.

## Superficie
Posee una superficie de 39,39 kilómetros cuadrados.

## Demografía
Hasta 2021 la población era de 1433 habitantes, con una densidad de población de 36,38 habitantes por kilómetro cuadrado.